# Sakura Satō
Sakura Satō (jap. 佐藤 さくら, Satō Sakura; * 17. März 1992) ist eine japanische Skispringerin.

## Werdegang
Satō gab ihr internationales Debüt im März 2007 auf der Zaō-Schanze in Yamagata im Rahmen des Skisprung-Continental-Cups. Auf Anhieb gewann sie in beiden Springen als 25. und 26. erste Continental-Cup-Punkte, mit denen sie am Ende der Saison Rang 55 der Gesamtwertung belegte. Im März 2008 konnte sie kurz vor ihrem 16. Geburtstag bei zwei FIS-Springen in Sapporo als 11. und 12. erneut auf sich aufmerksam machen und startete kurze Zeit später in Yamagata wieder im Continental Cup, wo sie als 28. erneut in die Punkteränge sprang und insgesamt drei Punkte gewinnen konnte, die ihr am Ende den 71. Platz der Gesamtwertung einbrachten. Auch im März 2009 startete sie zweimal im Continental Cup auf der Zaō-Schanze und erreichte im ersten Springen als 23. ihr bis dahin bestes Einzelresultat. Auch im zweiten Springen war sie erfolgreich und erreichte am Ende Rang 65 der Continental-Cup-Gesamtwertung. Es war ihr bis jetzt letzter Continental-Cup-Start. Zwei FIS-Springen in Sapporo kurz später waren ihr letzter internationaler Auftritt. Seither springt sie nur auf nationaler Ebene.

## Erfolge

### Continental-Cup-Platzierungen
| Saison  | Platz | Punkte |
| ------- | ----- | ------ |
| 2006/07 | 55.   | 11     |
| 2007/08 | 71.   | 03     |
| 2008/09 | 65.   | 13     |